# San José de Tiznados
San José de Tiznados es una parroquia del Municipio Ortiz, Estado Guárico, tiene una población aproximada de 6.860 habitantes. El pueblo debe su nombre al río Tiznados, que nace en los límites con el Estado Carabobo y es afluente del río Portuguesa.  El río da su apellido a otras poblaciones: San Lorenzo, San Francisco y Santa María de Tiznados

## Historia

### Primeros Habitantes
La zona de Aragua y Guárico estuvo poblado por etnias Caribe, entre las que destacaban los Güires y Guaiqueríes, también llamados Guamonteyes. Miguel Acosta Saignes, resalta la abundante presencia de los Guaiqueríes en esas zonas llaneras.

### El Origen del nombre de Los Tiznados
El nombre fue un apodo colocado por los españoles "a causa de que la gente de aquella provincia todos traían los rostros pintados de ciertas sajaduras que en ellos se hacían, haciéndose y sacándose alguna sangre, sobre la cual ponían tizne o carbón molido y zumo de yerba mora, y quedaban las pinturas señaladas por siempre".
En el año 1758, relata Botello, Oldman, en su libro LOS TIZNADOS citando el Archivo Arquidiocesano de Caracas, que para 1758 existía el sitio llamado San José que pertenecía a la jurisdicción del pueblo de San Francisco. El sitio estaba habitado por unas 17 personas. estas trabajaban en los hatos vecinos de San Francisco y San José, entre los cuales se mencionaban Chirgua, Las Ánimas, El Jagüey, Tiznados, La Guasima, Uverito, El Lucero, Corralito, Corozal, Canuto, Sabaneta, La Ceiba, La Lagunita, Merecure, El Totumo, La Soledad, El Limón, Las Lajas y San José.
El 28 de abril de 1780, relata Botello, el obispo Mariano Martí llegó a San Francisco de Tiznados procedente de Calabozo. Impactado por la cantidad de hatos y vegas se convenció de la necesidad de fundar una nueva parroquia, para lo cual dio instrucciones al sacerdote José Gabriel Lindo. El pueblo nació con los siguientes límites: Oriente, EL Paraje de Cacheo; poniente, el río Chirgua, norte, el río Mapire y al sur, el curato de Villa del Pao. El 2 de mayo de 1780 el obispo Martí fundó oficialmente la Parroquia de San José a partir del sitio que ya llevaba ese nombre y cuya fecha probable al cual llegaron los primeros habitantes fue 1720. Escribe Botello, que el primer sacerdote de la Parroquia fue el padre Carlos Castro, oriundo de La Victoria, Estado Aragua. Para la fecha (1780), el pueblo contaba con 768 habitantes, En 1788 era de 900 que se catalogaban de la siguiente forma: Blancos 159; Mestizos 22; Indígenas 54; Pardos 420; negros libres 31: negros esclavizados 234. Vale acotar que tanto San Francisco, como San José fueron refugio de esclavizados cimarrones que escapaban de los esclavistas del norte del país. Para el inicio de la independencia (1811) el pueblo sobrepasaba los 2000 habitantes.
El censo oficial de 1873 San Francisco y San José fueron clasificados como los más ricos en ganado vacuno y productos agrícolas, destacando así una característica que aún poseen, siendo grandes productores a nivel nacional. La población de San José llegó a ser de casi 7 mil habitantes en 1881, la epidemia de la fiebre amarilla causó un fuerte decrecimiento, es solo a partir de 1980 cuando el vuelve el ritmo de crecimiento poblacional junto con el auge agrícola del pueblo que ve aparecer importantes asentamientos productivos como Laguna de Piedra y Los Chigüires

### El Rincón de los Toros
A dos kilómetros de San José se encuentra el sitio histórico El Rincón de los Toros. Allí el 16 de abril de 1818, el oficial español Tomás Renovales atenta contra la vida de Simón Bolívar, quien sale ileso. Simón Bolívar, venía desde Calabozo a sus tierras de El Hato el Totumo. En el atentado del Rincón de los Toros murieron unos 700 soldados republicanos. Bolívar logró escapar auxiliado por el Sargento, de origen africano, Leonardo Infante. La noticia sobre el atentado aparece reseñada en el ejemplar número 1 del Periódico Correo del Orinoco, fundado por Simón Bolívar, el 27 de junio de 1818. Gracias a que pudo salvar la vida, el Libertador realizó la llamada Campaña del Centro. El sitio tiene un pequeño monumento realizado durante la dictadura de Juan Vicente Gómez, por la magnitud del evento se reclama que allí se erija un memorial a los caídos en lo que bien puede considerarse "La Batalla del Rincón de los Toros"-

### La Negra Matea Bolívar
Más hacia el sur, se encuentra el Hato el Totumo, antigua propiedad de los Bolívar, donde nació y se creció la Negra Matea Bolívar, compañera de juegos del Libertador Simón Bolívar, por lo que se le conoce popularmente como "La Primera Maestra del Libertador". En la población existe un movimiento natural en torno a la Negra Matea, que es un icono de todo el estado Guárico y un orgullo de San José de Tiznados. En la entrada norte de pueblo se levantó un paseo que le rinde homenaje. Este paseo fue iniciativa del entonces Viceministro para África Reinaldo Bolívar, en la gestión del Alcalde Elías Nederr; a su inauguración, el 19 de noviembre de 2005, asistieron representantes de Guinea Ecuatorial, Zambia, Nigeria, Namibia, Saharauí, Gambia, entre otros.  la casa de la Cultura lleva su nombre, al igual que un Festival Artístico anual que se realiza en el Municipio Ortiz. Es muy común ver en todas las fiestas tradicionales y escolares del pueblo a una niña o joven representando a la famosa mujer. 
Desde  2005, la población solicitó que sus restos, en la Catedral de Caracas, fueran llevados, junto con los de su amiga la Negra Hipólita, al Panteón Nacional, donde reposan los de Simón Bolívar. El 8 de marzo de 2017, tanto la memoria histórica de Matea e Hipólita Bolívar, junto a la Jefa Indígena Apacuana fueron elevadas al Panteón Nacional en medio de un multidisciplinario acto popular denominado "Las que no se rinden al Panteón". Se reconoce a Reinaldo Bolívar, su hermano Uvel Bolívar, las instituciones educativas de San José de Tiznados y al Movimiento Afro de Guárico y de Venezuela la perseverancia en alcanzar este logro que colocó a San José de Tiznados y San Mateo (Aragua)  en el mapa mundial de los héroes y heroínas de la africanidad.
El 22 de febrero de 2022, se inauró la escultura “Matea y Simoncito”, del reconocido artista venezolano Leonel Durán. la obra fue gestionada por la Fundación Afroamiga y donada por la Embajada de Sudáfrica en Venezuela. Es la primera estatua de Bolívar niño en el mundo.

## Como llegar
Este pueblo está a sólo 240 km de Caracas, unas 3 horas y media. Para llegar a San José de Tiznados, se toma la Autopista Regional del Centro, vía Maracay, en el kilómetro 98, se dobla hacia el sur, en el sitio conocido como La Encrucijada. Luego se sigue una amplia carretera hasta Villa de Cura, que comunica con San Juan de los Morros. Desde San Juan, se sigue la carretera nacional, se pasa por Ortiz, el pueblo de la novela "Las Casas Muertas", luego se llega al sitio llamado Dos Caminos (lo reconocerá por el peaje), y a la derecha se toma la carretera que lleva a Tinaco Troncal 13. Más adelante, a 20 km se toma a la izquierda y a sólo a 15 minutos, se consigue el pueblito de San José de Tiznados. En la actualidad, en la Troncal 13, se observan las construcciones del ferrocarril de los llanos que atravesará los estados Cojedes, Guárico y Anzoátegui. En San José disfrutará de la grata alegría llanera. Una iglesia tricentenaria y las maravillosas aguas esmeraldas del río Tiznados. 
San José de Tiznados es tierra de ganaderos y de agricultores. La mayoría de los cultivos tropicales se dan en sus fértiles tierras. Allí encontrará yuca, tomate, cebolla, , verduras, melón, patilla, lechosa,  guayaba, mamón, mango, merey, guanabana, riñón, tamarindo, caraotas, frijoles, cambures, maíz.
Los fines de semanas son comunes los bailes de arpas y de violín (con cierta influencia tuyera). En el libro "Detalles" de Thelmo Rodríguez se menciona la influencia que tiene este baile de violín en una manifestación folclórica que se lleva a cabo todos los 28 de  diciembre "Los joroprimos" (versión de los locos o locaínas de otras regiones de Venezuela)  donde la música que acompaña este baile es el tradicional violín. Allí se puede notar que a pesar de ser una región llanera donde predomina la música con arpa en esta ocasión se sustituye el arpa por el violín y el bajo por la tambora, ésta elaboraba con cuero de venado.

## Instituciones
San José cuenta con instituciones como la Escuela Básica Bolivariana, la Escuela Técnica Agronómica (Escuela Granja), la Casa de la Cultura Negra Matea, el Liceo Madre María de San José, Liceo Bolivariano Federico Brito Figueroa, la Manga de Coleo Félix Rojas y la Cancha de uso Múltiples Richard Sánez Bolívar. El pueblo cuenta con varias edificaciones que datan de la colonia, las cuales requieren ser restauradas o reparadas
Una oportunidad única para visitarlo son sus fiestas patronales: Semana previa al 19 de marzo, donde hay un desfile de actos culturales, religiosos y festivos.
San José de Tiznados es vecino del pueblo de San Francisco de Tiznados, la cuna de Juan Germán Roscio Nieves, abogado de papel fundamental en el movimiento de emancipación venezolano, al destacar tanto como pensador de dicho proceso, así como también al figurar en la redacción final del Acta de la Independencia y otros importantes documentos fundacionales de la República-